# Las Mañanitas (Panamá)
El corregimiento de Las Mañanitas es una de las 26 subdivisiones del distrito de Panamá y forma parte del área metropolitana de Ciudad de Panamá.
Fue creado según la Ley N° 13 del 6 de febrero de 2002 (Gaceta Oficial N° 24490 del 8 de febrero de 2002), segregado del creciente corregimiento de Tocumen. Tiene una población de 60 000 habitantes.

## Toponimia
El nombre de Las Mañanitas se originó desde hace mucho tiempo, cuando los indígenas que estaban por esas áreas tomaban frescas y cristalinas aguas en horas de la mañana y emitían la expresión "Que rica que está el agua en la mañanita". Sus primeros fundadores fueron familias de asentamientos campesinos (Felipe Marciaga, Enrique Vergara, Francisco Ramos, Eulogio Castillo, Alejandro Rodríguez y Nicanor Vásquez.

## Historia
El corregimiento de Las Mañanitas formaba parte anteriormente del corregimiento de Tocumen, cuya segregación representó una oportunidad para dar solución a los problemas que tenían los moradores del lugar. El trabajo por la legisladora suplente exrepresentante de Las Mañanitas, Omidia Quintero y un grupo de moradores a través de múltiples reuniones y consultas a diversas instancias públicas, dieron como resultado la aprobación de la Ley N° 13 del 6 de febrero de 2002. Su actual representante es Carlos Domínguez (2019-2024).

## Geografía

### Subdivisiones
- Las Américas
- Villa Daniela
- Parque Alicante
- Los Nogales
- Los Nogales 2
- Parque Real
- Santa Mónica
- La Colorada
- Génesis
- Altos del Río Tapia
- Caraño
- Ciudad Jardín .[2]

### Ubicación
| Noroeste: Alcalde Díaz y Ernesto Córdoba Campos | Norte: Tocumen | Noreste: Tocumen |
| Oeste: Pedregal                                 |                | Este: Tocumen    |
| Suroeste: Pedregal                              | Sur: Don Bosco | Sureste: Tocumen |

## Educación
El corregimiento cuenta con los siguientes centros:
- Centros Educativos: Centro Educativo La Luz, Ciudad Jardín Las Mañanitas, Reino de los Países Bajos de Holanda, República de El Salvador, Génesis, Primer Ciclo San Miguel Arcángel. Escuela Gaston Mialareth, Escuela Bilingüe Las Américas, Nuevo Belén, Instituto Bern Bautista Bilingüe, Centro de Enseñanza Fe y Alegría, El Buen Pastor de Las Mañanitas, Centro Básico General La Luz y La extensión de la Universidad Tecnológica de Panamá.
- Parvularios/COIF/Jardines de Infancia*: Centro Parvulario de las Mañanitas, Madres Maestras de la Iglesia Católicas, CEFACEI, Buena Semilla, Los Capullitos, Yusimar, Makkadesh, Casa de Los Bambinos

- Bibliotecas: Las Mañanitas.